# Náhuatl de Temascaltepec
Náhuatl de Temascaltepec es la denominación de una rama de la subdivisión del Náhuatl Occidental, que agrupa las variantes que se han desarrollado en el municipio de Temascaltepec, en el Estado de México, conocida como zona sur o  Región de Tierra Caliente del estado homónimo.
Al hablar de la zona nuclear también es necesario mencionar la variante de Temascaltepec denominado por el INALI como “mexicano del centro bajo”, también llamado náhuatl de Temascaltepec, con código ISO 639-3 nhv de Ethnologue. Aunque esta variante no se relaciona con los dialectos centrales, sino con los occidentales y también se le conoce como Náhuatl central del oeste.